# L'Énigme (collection)
Pour les articles homonymes, voir Énigme.
L'Énigme est une collection de littérature policière créée en 1940 aux éditions Hachette.

## Historique
Au début de la Seconde Guerre mondiale, Hachette lance cette nouvelle collection de romans policiers avec une réédition de nombreux romans de Edgar Wallace dont Hachette possède les droits. Outre cet écrivain, la collection compte d'autres auteurs classiques comme Arthur Conan Doyle, Gaston Leroux, Maurice Leblanc, Anthony Berkeley Cox, Helen McCloy et John Dickson Carr, sous son pseudonyme Carter Dickson. Certains titres proviennent de la collection Le Point d'interrogation (1932-1937).
À cause de la guerre, le papier se raréfie et, en 1942, le nombre de romans édités n'est plus que de six. À noter que, pour cause de censure et de pressions exercées par l'occupant nazi ou par des individus associés à la collaboration, quatre auteurs allemands sont publiés durant cette année.
Après la guerre, la concurrence entre les éditeurs de romans policiers est grande, en particulier avec le succès de la Série noire. Le rythme de parution se ralentit pour s'arrêter définitivement en 1953.

## Titres de la collection
| Auteur                   | Titre                                                          | Titre original                    | Année de parution dans la collection |
| ------------------------ | -------------------------------------------------------------- | --------------------------------- | ------------------------------------ |
| Wallace, Edgar           | Laquelle des deux                                              | The Double                        | 1940                                 |
| Wallace, Edgar           | La Rouille mystérieuse                                         | The Green Rust                    | 1940                                 |
| Wallace, Edgar           | Le Serpent jaune                                               | The Yellow Snake                  | 1940                                 |
| Wallace, Edgar           | L'Homme du Carlton                                             | The Man at the Carlton            | 1940                                 |
| Wallace, Edgar           | Une lueur dans l'ombre                                         | The Cule of the Twisted Candle    | 1940                                 |
| Wallace, Edgar           | L'Homme sans nom                                               | The Man Who Was Nobody            | 1940                                 |
| Wallace, Edgar           | Le Mystificateur                                               | The Joker                         | 1940                                 |
| Wallace, Edgar           | Le Ruban vert                                                  | The Green Ribbon                  | 1940                                 |
| Wallace, Edgar           | La Porte du traître                                            | The Traitor's Gate                | 1940                                 |
| Wallace, Edgar           | Quelqu'un a tué                                                | The Case of the Frightened Lady   | 1940                                 |
| Wallace, Edgar           | L'Île d'Êve                                                    | Eve's Island                      | 1940                                 |
| Wallace, Edgar           | Le Talisman mystérieux                                         | The Book of All Power             | 1941                                 |
| Wallace, Edgar           | La Châtelaine d'Ascot                                          | The Lady of Ascot                 | 1941                                 |
| Wallace, Edgar           | La Terreur                                                     | The Terror                        | 1941                                 |
| Wallace, Edgar           | Le Gagnant du Derby                                            | Down Under Donovan                | 1941                                 |
| Austin, Anne             | Le Pigeon noir                                                 | The Black Pigeon                  | 1941                                 |
| Leblanc, Maurice         | De minuit à sept heures                                        |                                   | 1941                                 |
| Conan Doyle, Arthur      | La Marque des quatre                                           | The Sign of the Four              | 1941                                 |
| Wallace, Edgar           | Le Gangster                                                    | On the Spot                       | 1941                                 |
| Leblanc, Maurice         | L'Agence Barnett                                               |                                   | 1941                                 |
| Leblanc, Maurice         | Le Formidable Événement                                        |                                   | 1941                                 |
| Leblanc, Maurice         | Le Prince de Jéricho                                           |                                   | 1941                                 |
| Leblanc, Maurice         | Les Milliards d'Arsène Lupin                                   |                                   | 1941                                 |
| Leblanc, Maurice         | La Demoiselle aux yeux verts                                   |                                   | 1941                                 |
| Leblanc, Maurice         | Arsène Lupin contre Herlock Sholmès                            |                                   | 1941                                 |
| Leblanc, Maurice         | La Robe d'écailles roses                                       |                                   | 1941                                 |
| Viala, Robert            | Bar V.8                                                        |                                   | 1942                                 |
| Kritz, Mary Hugo         | Alerte !                                                       |                                   | 1942                                 |
| Duvic, Géo               | Nous étions quatre                                             |                                   | 1942                                 |
| Kapeller, Ludwig         | M. Thimm a disparu                                             |                                   | 1942                                 |
| Pergande, Kurt           | Une femme étrange                                              | Mädchen im hafen                  | 1942                                 |
| Stendal, Gertrud         | Le Fascinateur                                                 |                                   | 1942                                 |
| Wallace, Edgar           | Le Serpent jaune                                               | The Yellow Snake                  | 1946                                 |
| Wallace, Edgar           | La Porte du traître                                            | The Traitor's Gate                | 1940                                 |
| Wallace, Edgar           | L'Archer vert                                                  | The Green Archer                  | 1946                                 |
| Wallace, Edgar           | Une lueur dans l'ombre                                         | The Cule of the Twisted Candle    | 1946                                 |
| Wallace, Edgar           | L'Homme sans nom                                               | The Man Who Was Nobody            | 1947                                 |
| Wallace, Edgar           | Laquelle des deux                                              | The Double                        | 1947                                 |
| Austin, Anne             | Le Pigeon noir                                                 | The Black Pigeon                  | 1947                                 |
| Wallace, Edgar           | L'Homme du Carlton                                             | The Man at the Carlton            | 1947                                 |
| Wallace, Edgar           | La Châtelaine d'Ascot                                          | The Lady of Ascot                 | 1947                                 |
| Wallace, Edgar           | Le Mystificateur                                               | The Joker                         | 1947                                 |
| Wallace, Edgar           | Le Gangster                                                    | On the Spot                       | 1947                                 |
| Wallace, Edgar           | Le Ruban vert                                                  | The Green Ribbon                  | 1947                                 |
| Villebrumier             | L'Affaire des mots croisés et Le Diadème empenné               |                                   | 1947                                 |
| Wallace, Edgar           | L'Archer vert                                                  | The Green Archer                  | 1947                                 |
| Berkeley, Anthony        | Le Club des détectives                                         | The Poisoned Chocolate Case       | 1947                                 |
| Oppenheim, Philips       | Les Forfaits de Michael                                        | Michael's Evil Deeds              | 1947                                 |
| Wallace, Edgar           | Le Gagnant du Derby                                            | Down Under Donovan                | 1947                                 |
| Leroux, Gaston           | Le Mystère de la chambre jaune I Le Drame du Glandier          |                                   | 1947                                 |
| Leroux, Gaston           | Le Mystère de la chambre jaune II Le Secret de Mlle Stangerson |                                   | 1947                                 |
| Dickson, Carter          | L'Homme en or                                                  | The Gilded Man                    | 1947                                 |
| Austin, Anne             | Le Crime Parfumé                                               | Murder Backstairs                 | 1947                                 |
| McCloy, Helen            | Qui est à l'appareil ?                                         | Who's Calling?                    | 1947                                 |
| Wallace, Edgar           | Le Mystère du train d'or                                       | Kate Plus Ten                     | 1948                                 |
| Ambler, Eric             | Voyage dans l'épouvante                                        | Journey Into Fear                 | 1948                                 |
| Leblanc, Maurice         | Arsène Lupin, gentleman cambrioleur                            |                                   | 1948                                 |
| Wallace, Edgar           | La Porte du traître                                            | The Traitor's Gate                | 1948                                 |
| Green, F.L.              | Sous la menace                                                 | On the Edge of the Sea            | 1948                                 |
| Dickson, Carter          | La Maison de la terreur                                        | My Late Wives                     | 1948                                 |
| Wallace, Edgar           | L'Homme qui voulut acheter Londres                             | The Man Who Bought London         | 1948                                 |
| McCloy, Helen            | Celui qui s'échappa                                            | The One That Got Away             | 1948                                 |
| Piper, Peter             | Crime à l'ambassade                                            | Death Came in Straw               | 1948                                 |
| Stacpoole, Henry De Vere | L'Homme qui a perdu son nom                                    | The Man Who Lost Himself          | 1948                                 |
| Holman, Hugh             | Le Vengeur du sang                                             | Slay the Murderer                 | 1948                                 |
| Heberden, M.V.           | Une idée diabolique                                            | Vicious Pattern                   | 1948                                 |
| Dickson, Carter          | Les Meurtres de Bowstring                                      | The Bowstring Murders             | 1948                                 |
| Whitelaw, David          | L'assassin joue au lexicon                                     | The Lexicon Murders               | 1948                                 |
| Holman, Hugh             | Le Carnet noir                                                 | Trout in the Milk                 | 1948                                 |
| Murdoch, Duncan W.       | Le Masque de nylon                                             | Death Wears a Silk Stocking       | 1948                                 |
| Oppenheim, Philips       | Le Manoir maudit                                               | The Treasure House of Martin Hews | 1948                                 |
| Murdoch, Duncan W.       | Le mort se porte bien                                          | The Tiled-House Mystery           | 1948                                 |
| Wallace, Edgar           | Quelqu'un a tué                                                | The Case of the Frightened Lady   | 1947 ou 1948                         |
| Leblanc, Maurice         | La Demoiselle aux yeux verts                                   |                                   | 1948 ou 1949                         |
| Leblanc, Maurice         | Le Formidable Événement                                        |                                   | 1948 ou 1949                         |
| Ross, Leonard Q.         | Dors, mon amour…                                               | Sleep, My Love                    | 1949                                 |
| Huggins, Roy             | Coup double                                                    | The Double Takes                  | 1949                                 |
| Wallace, Edgar           | L'Homme diable                                                 | The Devil Man                     | 1949                                 |
| Wallace, Edgar           | L'Étrange Comtesse                                             | The Strange Countess              | 1949                                 |
| Leroux, Gaston           | Le Parfum de la dame en noir I Le Fantôme vivant               |                                   | 1949                                 |
| Leroux, Gaston           | Le Parfum de la dame en noir II La presqu'île mystérieuse      |                                   | 1949                                 |
| Dickson, Carter          | La Maison de la peste                                          | The Plague Court Murders          | 1949                                 |
| Leblanc, Maurice         | Les Trois Crimes d'Arsène Lupin                                |                                   | 1949                                 |
| Leonard, Charles L.      | Le Mystère de la clinique                                      |                                   | 1949                                 |
| Duvic, Géo               | Assassiné par…                                                 |                                   | 1949                                 |
| Oppenheim, Philips       | L'Imposteur                                                    | The Great Impersonation           | 1949                                 |
| Leblanc, Maurice         | Les Confidences d'Arsène Lupin                                 |                                   | 1950                                 |
| Leblanc, Maurice         | 813                                                            |                                   | 1950                                 |
| Leblanc, Maurice         | L'Aiguille creuse                                              |                                   | 1950                                 |
| Sale, Richard            | Crime à Hollywood                                              | Benefit Performance               | 1950                                 |
| Dickson, Carter          | Arsenic et Boutons de manchette                                | The Magic Lantern Murders         | 1950                                 |
| Holt, Henry              | Allo !... Scotland Yard ?                                      | Calling Scotland Yard             | 1951                                 |
| Dekobra, Maurice         | Opération Magali                                               |                                   | 1951                                 |
| Huggins, Roy             | La Ravageuse                                                   | Too Late for Tears                | 1951                                 |
| Didelot, Francis         | La Valse des poisons                                           |                                   | 1951                                 |
| Pierre, Marcel           | Enquête à Médrano                                              |                                   | 1952                                 |
| Canning, Victor          | Des yeux partout                                               | A Forest of Eyes                  | 1952                                 |
| Saint-Gilles             | Ne tirez pas sur l'inspecteur                                  |                                   | 1952                                 |
| Malet, Léo               | Énigme aux Folies-Bergère                                      |                                   | 1952                                 |
| Rambaur, Raymond         | Une si jolie dame…                                             |                                   | 1953                                 |

| Auteur           | Titre                                                      | Titre original | Année de parution dans la collection |
| ---------------- | ---------------------------------------------------------- | -------------- | ------------------------------------ |
| Ehrlich, Max     | L'Œil géant                                                | The Big Eye    | 1951                                 |
| Heinlein, Robert | Sixième Colonne : le plus étrange complot des temps futurs | Sixth Column   | 1951                                 |
| Hubbard, L. Ron  | Le Bras droit de la mort                                   | Death's Deputy | 1951                                 |